# مخلاف زنيف
مخلاف زنيف أحد المخاليف اليمنية القديمة التي كان معمول بها في تسمية تقاسيم المناطق اليمنية في العهد الإسلامي قبل سيطرة العثمانيين على اليمن عام 1538 واحتلال بريطانيا لعدن عام 1839  وهو من مخاليف اليمن في مدينة حلي قديماً ، (حالياً في السعودية)

## خلفية
كانت اليمن تقسم إلى العديد من المخاليف وبعد سيطرة العثمانيين على اليمن قسموها إلى 4 ألوية يقسم اللواء إلى عدة أقضية ونواحي ، وتغيرت الألوية في العهد الجمهوري والوحدة إلى محافظات والنواحي إلى مديريات .